# Toujours plus de chats
Pour plus de détails, voir Fiche technique et Distribution.
Toujours plus de chats (More Kittens) est un court métrage d'animation américain de la série des Silly Symphonies, réalisé par David Hand et Wilfred Jackson ou David Hand seul, produit par Walt Disney pour United Artists, et sorti le 19 décembre 1936. Ce film est une suite de Trois petits orphelins (1935), réalisé par David Hand.

## Synopsis
Le printemps est arrivé et les trois chatons orphelins sont toujours dans la maisonnée qui les avait recueilli à Noël. Les chatons se font des amis avec les animaux du jardin : un saint-bernard, un oiseau et une tortue. Mais ils renversent une bassine de linge remplie d'eau. La femme de ménage s'aperçoit du désastre mais au moment de prendre les chatons pour les jeter dehors, ils ont disparu, cachés par le bienveillant saint-bernard.

## Fiche technique
- Titre original : More Kittens
- Titre français : Toujours plus de chats
- Autres titres[1] :
  -  Suède : Kissarna på nya äventyr
- Série : Silly Symphonies
- Réalisateur : David Hand[2]/Wilfred Jackson assisté de Jack Cutting[2]
- Scénario[2]: Bill Cottrell, Joe Grant, Bob Kuwahara
- Voix[2] : Lillian Randolph, Esther Campbell
- Animateurs[2] : Frenchy de Trémaudan, Ward Kimball, Leonard Sebring, Bob Stokes, Bob Wickersham, Frank Thomas
  - Assistant : Ollie Johnston[1]
- Producteur : Walt Disney
- Distributeur : United Artists
- Date de sortie : 19 décembre 1936[1],[3]
- Autres Dates[2] :
  - Annoncée : 9 décembre 1936
  - Dépôt de copyright : 30 novembre 1936
  - Première mondiale : 25 au 31 décembre 1936 au Majestic de Tulsa (Oklahoma) en première partie de Polo Joe de William McGann.
  - Première à Los Angeles : 24 février au 2 mars 1937 au Grauman's Chinese Theatre et Loew's Stare en première partie de L'Amour en première page de Tay Garnett
  - Première à New York : 25 mars au 7 avril 1937 au Radio City Music Hall en première partie de L'Heure suprême de Henry King
- Format d'image : couleur (Technicolor[1])
- Son : Mono
- Musique[2] : Frank Churchill
  - Extrait de Who's Afraid of the Big Bad Wolf? (1933)
- Durée : 8 min 10 s[2]
- Langue : (en)
- Pays :  États-Unis

## Autour du film
- Le réalisateur David Hand, d'après les documents de production fut remplacé au printemps 1936 par Wilfred Jackson [2].
- Le saint-bernard visible dans ce film a été créé en juillet 1936 par Joe Grant dans Les Alpinistes où il aide Mickey Mouse, Donald et Pluto partis faire de l'alpinisme. Il sera baptisé Bolivar en mars 1938 dans la bande dessinée Bolivar, chien perdu de Donald[4], dessinée par Al Taliaferro et écrite par Homer Brightman.